# Eumicrotremus eggvinii
Eumicrotremus eggvinii är en fiskart som beskrevs av Koefoed, 1956. Eumicrotremus eggvinii ingår i släktet Eumicrotremus och familjen sjuryggsfiskar. Inga underarter finns listade i Catalogue of Life.